# Bonellia minor
Bonellia minor är en djurart som tillhör fylumet skedmaskar, och som beskrevs av Marion, A.F. 1886. Bonellia minor ingår i släktet Bonellia och familjen Bonelliidae. Inga underarter finns listade i Catalogue of Life.